# Lancelot Brown
Lancelot Brown, mere kendt som Capability Brown (1716 i Kirkharle, Northumberland - 6. februar 1783 i London) var en engelsk landskabsarkitekt som udformede ca. 170 parker i den periode hvor den engelske landskabelige have vandt indpas. Mange af disse haver og parker findes stadig. 
Brown havde evner for at se et landskabs mulighederne som park eller haveanlæg, heraf hans tilnavn 'Capability'. Han arbejdede under William Kent ved Stowe i Buckinghamshire og formåede senere at omsætte mange af dennes tanker til virkelighed. Han stod blandt andet 1764-74 for udformningen af haven ved Blenheim Palace, Winston Churchills fødested, og Burghley House.